# Joan Weber
Joan Weber (* 12. Dezember 1935 in Paulsboro, New Jersey; † 13. Mai 1981 in Ancora, New Jersey) war eine US-amerikanische Popsängerin. Sie ist bekannt für ihren Nummer-eins-Hit Let Me Go, Lover aus dem Jahr 1955. An den Erfolg konnte sie nicht anknüpfen und sie gilt deshalb als „One-Hit-Wonder“.

## Biografie
Als Joan Weber 18 Jahre alt war, verhalf ihr ihr Manager Eddie Joy zu Probeaufnahmen bei RCA in New York. Das Demo mit dem Song Marionette gelangte zu Mitch Miller, der sie für Columbia unter Vertrag nahm.
1954 suchte Miller eine Sängerin für den Song Let Me Go, Lover für die Fernsehspiel-Serie Studio One. Das Lied hieß ursprünglich Let Me Go, Devil und war ein Lied gegen die Alkoholsucht. Es war von der Countrysängerin Jenny Lou Carson in Erinnerung an den Anfang 1953 verstorbenen Countrystar Hank Williams geschrieben worden, der unter der Abhängigkeit litt. Unter anderem war das Original von Wade Ray, Georgie Shaw und Tex Ritter aufgenommen worden. Es wurde von Ben Weisman, Fred Wise und Kathleen Twomey (unter dem gemeinsamen Pseudonym Al Hill) für die TV-Serie umgetextet und Joan Weber angeboten.
Nachdem Weber den Song bei der Ausstrahlung im Fernsehen gesungen hatte, setzte eine große Nachfrage ein. Die Single kam sofort in die Charts und während das Lied noch fünf Mal im Rahmen der Serie gesendet wurde, stand es im Januar 1955 zwei Wochen lang auf Platz 1 der US-Verkaufscharts und sogar vier Wochen bei Disc Jockeys und Jukeboxen. (Damals gab es drei Auswertungen bei den US-Singles.) Auch in den britischen Charts kam es in die Top 20. Webers Version setzte sich gegen weitere Aufnahmen durch, die gleich darauf veröffentlicht worden waren: Teresa Brewers und Patti Pages Aufnahmen kamen in die Top 10, Sunny Gale erreichte damit Platz 17. In Großbritannien waren Dean Martin, Ruby Murray, Teresa Brewer und Kathy Kirby mit dem Lied in den Top 10. Zahlreiche weitere Coverversionen folgten in den folgenden Jahren und Jahrzehnten.
Allerdings war die Sängerin zu dem Zeitpunkt der Aufnahme bereits in den letzten Wochen einer Schwangerschaft und konnte dann während des größten Erfolgs wegen der Geburt ihrer Tochter nicht auftreten. Außerdem übernahm ihr Ehemann, ein Bandleader, von da an ihr Management. Ihre fehlende Präsenz und schlechte Beratung sollen dazu geführt haben, dass sie den Erfolg nicht nutzen und eine Karriere aufbauen konnte. Drei weitere Singles im selben Jahr und zwei weitere Singles bei einem neuen Anlauf 1957 blieben ohne weitere Wirkung. Danach endete die Zusammenarbeit mit Columbia und Comeback-Versuche bei anderen Labels in den 1960er Jahren waren ebenfalls erfolglos.
Joan Weber war noch einige Zeit als Barsängerin aktiv. Bekannt ist auch, dass sie als Büchereiangestellte arbeitete. Sie erkrankte in relativ jungen Jahren und verbrachte lange Zeit in psychiatrischen Kliniken. Mit nur 45 Jahren starb sie in einer Heilanstalt in der Nähe ihrer Heimat in New Jersey.

## Diskografie
Singles
- 1954: Let Me Go Lover / Marionette (Columbia 40366)
- 1955: Call Me Careless / It May Sound Silly (Columbia 40440)
- 1955: Lover Lover (Why Must We Part) / Tell the Lord (Columbia 40474)
- 1955: Don’t Throw My Love Away / Anything, Everything for Love (Columbia 40535)
- 1957: Gone / A Love That’s a Lie (Columbia 40852)
- 1957: Who’ll Be My Judge / Saturday Lover – Sunday Stranger (Columbia 40898)
- 1961: I Love My Baby / I Tried to Love You (Maple M-102)
- 1963: Girl’s Prayer / Blues on the Block (Crosley CR-341)